# Вергинина кула
Виргинината кула (на гръцки: Πύργος της Βασίλισσας Βεργίνας) е полуразрушена византийска кула в южномакедонския град Бер, Гърция.
Разположена е близо до централния площад „Орологос“, вляво от Военния клуб, зад Конака (Съда). Според легендата при превземането на града от османците в 1433 година в нея се е крила царица Вергина, съпругата на последния дук на Бер, загинал заедно с митрополит Арсений и другите първенци в Старата митрополия. За да не бъде заловена, Вергина се хвърля от съседния мост в Трипотамос. Материал от кулата е използван при строежа на Берското турско училище.